# حريم في دهليز عالم موازي
حريم في دهليز عالم موازي هي سلسلة روايات خفيفة يابانية من تأليف شاشي سوغانو صدرت في الفترة من 2011 حتى 2019 وتم تحويلها لمانغا تنشر في مجلة شونن إيس منذ أبريل 2017 وتم جمعها في 8 تانكوبون وحولت لمسلسل أنمي من إنتاج باسيون صدر في يوليو 2022.